# Auf Teufel komm raus (Spiel)
Auf Teufel komm raus ist ein Familienspiel von Tanja und Sara Engel (Mutter und Tochter), das im Februar 2013 im Münchner Zoch Verlag erschien. Das Spiel für 2–6 Personen ab 10 Jahren dauert rund 40 Minuten. 

## Preise und Auszeichnungen
Das Spiel erhielt die Auszeichnung „Spiel der Spiele“ 2013 in der Rubrik „Spiele Hit für Familien“.

## Thema und Ausstattung
Das Spielfeld ist eine Höllenfeuer-Grafik mit einem spaßigen Teufel, in deren Mitte die „Kohlen-Chips“ verdeckt ausliegen. Rund um den Rand des Spielbretts zieht sich die Wertungsleiste von 0 bis 1600 Punkten. 
Es gilt, den Teufel zu überlisten und Kohlen zu „klauen“, ohne dass ein Teufel-Klotz erscheint. Zusätzlich zum „Can't stop“ ist ein Wett-Mechanismus spielbestimmend.
- 48 Kohlestücke aus Holz mit verschiedenem Wert: 9× 10, 9× 20, 9× 25, 7× 50, 3× 75, 2× 100 sowie 9× Teufel;
- Wett-Jetons: 1× 100, 1× 50, 2× 20, 1× 10;
- 6 Holz-Pöppel in diversen Farben: blau, rot, grün, gelb, weiß und violett.

### Spielablauf
Jede Spielrunde beinhaltet vier Tätigkeiten. Als erstes wird eine „Teufelswette“ gezockt. Dafür nimmt jeder verdeckt eine beliebige Anzahl seiner Wettchips in die Hand. Nach dem für alle gleichzeitigen Aufdecken bleiben die Chips vor den Spielern liegen. Die Wetten beziehen sich auf den Gesamtwert an Kohle, die der Rundenbeste holen wird.
Als Nächstes holen alle reihum „Kohlen“ aus dem Feuer. Der an der Reihe ist, deckt Kohlestücke auf und summiert ihre Werte, bis er seinen Zug freiwillig beendet. Falls er einen Teufel aufdeckt, ist alle bis dahin gesammelte Kohle aus dieser Runde verloren. Am Rundenschluss wird verglichen. Wer die höchste Summe gewonnen hat, ist Runden-Champion. 
Wer mit seiner Wette unter dem Wert des Runden-Champions liegt, bekommt seinen Einsatz vom Bankhalter ausgezahlt. Wer zu hoch gepokert hat, verliert seinen Einsatz. Der Spieler mit der höchsten geglückten Wette bekommt sogar den doppelten Einsatz dafür. Außerdem gibt es Boni für den Spieler mit den meisten Kohlestücken und den Spieler mit dem höchsten Kohlebetrag. Alle zählen ihre Zwischensumme und bewegen die eigene Spielfigur auf das entsprechende Feld der Punkteleiste.
Wer sich alleine am weitesten hinten befindet, schließt in der nächsten Runde einen „Pakt mit dem Teufel“ und erhält für jeden aufgedeckten Teufel dann Wettchips im Wert von 50 vom jeweiligen Pechvogel. Die verbliebenen Kohlechips werden auf dem Spielplan zusammengerückt. Sobald sie nur mehr die „Ofenmitte“ ausfüllen, werden auch die zuvor aufgedeckten Kohlechips zurück ins Spiel gebracht und erneut verdeckt untergemischt.
Das Spielende ist erreicht, sobald ein Mitspieler Chips im Wert von „1600 oder mehr“ besitzt. Sind das mehrere zugleich, wird derjenige Sieger, der die höchste Gesamtzahl erzielt hat. 

### Zielgruppe
Das Spiel ist geeignet für Party-Gruppen, Kindergeburtstage und Familien mit Kindern ab 9 Jahren, die relativ einfache Glücks- und Zockerspiele mögen.

## Kritikerstimmen
Gelobt wird allgemein die Ausstattung mit Spielmaterial aus Holz, das haptisch gut in der Hand liegt. Moniert wird, dass die Holzmaserung der Kohle-Rückseiten teilweise wiedererkennbar sei. Fehlende Sichtschirme für Schutz und Übersicht der eigenen Wettchips kritisiert die Rezension der Pöppelkiste.
Angemerkt wird auch, dass es erst ab vier Personen „so richtig abgehe“, und „dass es in manchen Konstellationen für ein Glücksspiel ein wenig zu lange dauern kann“.

## Belege
1. ↑  Luding-Info zu Auf Teufel komm raus
2. ↑  Rezension von Frank Bayer bei H@ll 9000 vom 5. Januar 2014, abgerufen am 14. Januar 2014.
3. ↑  Auf Teufel komm raus Rezension, Pöppelkiste 2013, abgerufen am 14. Januar 2014.
4. ↑  Rezensent Harald Schrapers auf games we play 2013, abgerufen am 14. Januar 2014.